# Sanshiro Murao
Sanshiro Murao (japonès: 村尾 三四郎)  (Nova York, Estats Units, 28 d'agost de 2000) és un judoka japonès que competeix en la categoria de pes mitjà (actualment -90 kg). Ha participat en 1 Olimpíada, guanyant 2 medalles de plata als Jocs Olímpics de París 2024. A més, ha guanyat 5 medalles (3 d'or) en els Campionats del Món i 4 medalles d'or en els Campionats d'Àsia.

## Trajectòria professional
| Jocs Olímpics      | Jocs Olímpics | Jocs Olímpics | Jocs Olímpics |
| Any                | Seu           | Posició       | Prova         |
| ------------------ | ------------- | ------------- | ------------- |
| 2024               | París         | 2             | -90 Kg        |
| 2024               | París         | 2             | Equips mixt   |
| Campionats del Món |               |               |               |
| 2019               | Tòquio        | 1             | Equips mixt   |
| 2021               | Budapest      | 2a ronda      | -90 Kg        |
| 2023               | Doha          | 3             | -90 Kg        |
| 2023               | Doha          | 1             | Equips mixt   |
| 2025               | Budapest      | 1             | -90 Kg        |
| 2025               | Budapest      | 3             | Equips mixt   |
| Campionat d'Àsia   |               |               |               |
| 2022               | Astanà        | 1             | -90 Kg        |
| 2022               | Astanà        | 1             | Equips mixt   |
| 2024               | Hong Kong     | 1             | -90 Kg        |
| 2024               | Hong Kong     | 1             | Equips mixt   |